# Прямой эфир (ток-шоу, Россия-1)
«Малахов» и «Прямой эфир» (бывшее название — «Андрей Малахов. Прямой эфир») — российское бытовое ток-шоу, выходящее на телеканале «Россия-1».

## О программе
Самыми частыми темами для обсуждения в студии являются скандалы и другие события из жизни «звёзд» шоу-бизнеса: разводы, попавшие в СМИ пикантные снимки, обвинения в занятиях проституцией, избиения и т. д. Кроме того, периодически в передаче рассматриваются нашумевшие истории о подростковой жестокости, громкие преступления, вопрос лишения материнства и другие события, вызывающие общественный резонанс. Специальные выпуски программы, посвящённые смерти известного человека, крупномасштабной национальной трагедии, либо другого происшествия, имеющего большой общественный резонанс, транслируются по обратному принципу: на Москву — в прямом эфире, на регионы — в записи на следующий день. После прихода Андрея Малахова в качестве ведущего программы по этой же схеме транслируются и некоторые обычные выпуски.
Для желающих обратиться в программу со своей историей, а также для тех, кто хочет принять участие в программе в качестве зрителя, предоставлены отдельные телефоны.
За всё время своего существования в телеэфире ток-шоу ещё ни разу не уходило в отпуск. С июля 2016 года в летний период вперемешку со свежими выпусками выходят повторы лучших программ прошедшего телесезона.
Летом 2017 года стало известно, что Борис Корчевников покидает передачу. 31 июля в СМИ появилась неподтверждённая информация, что новым ведущим может стать ушедший с «Первого канала» Андрей Малахов. 16 августа источник, знакомый с ситуацией, сообщил, что Малахов перешёл в ВГТРК и всё-таки будет вести шоу. 21 августа Малахов подтвердил, что будет вести ток-шоу, в тот же день вышел анонс обновлённого шоу. Также обновлено и название передачи — «Андрей Малахов. Прямой эфир». 25 августа была показана программа, в которой Малахов обсуждал биографию и творческий путь Корчевникова перед уходом последнего из ток-шоу. Гостями же первого выпуска с Андреем Малаховым стали: певица Ольга Орлова, дизайнер Эмма Салимова, шоумен Прохор Шаляпин, диктор Владимир Березин, поэтесса Лариса Рубальская, актер Сергей Плотников, ведущая «Авторадио» Татьяна Гордеева, продюсер Бари Алибасов, актриса и телеведущая Елена Старостина, дизайнер Мария Погребняк и другие.
22 февраля 2022 года вышел последний выпуск «Прямого эфира», в котором было объявлено о старте ток-шоу «Малахов», запланированного на выход в таймслоте «Прямого эфира». Главным отличием от предшественника должен был являться колл-центр, развёрнутый на съёмочной площадке.
Запланированные и анонсированные на 24 и 25 февраля 2022 года последние два выпуска программы не вышли в эфир из-за присутствия расширенных выпусков программы «60 минут». Премьера ток-шоу «Малахов» была перенесена с 28 февраля на 17 июня 2022 года из-за политической ситуации в России и на Украине.
С 3 марта 2023 года по пятницам выходят выпуски ток-шоу под названием «Прямой эфир» с ведущими Антоном Демидовым и Александром Яковлевым и отличными от выпусков под названием «Малахов» декорациями.

## Специальные выпуски
- Во время проведения конкурса «Евровидение» в 2012[12], 2014[13][14], 2016[15] и 2019 годах перед началом трансляции (за исключением 2019 года) и сразу после её окончания выходили специальные выпуски, целиком посвящённые событиям на конкурсе.
- 4 ноября 2017 года вышел специальный выпуск программы, посвящённый Дню народного единства.
- 19 марта 2020 года вышел специальный выпуск в формате «круглого стола», в котором Андрей Малахов и несколько экспертов обсуждали распространение коронавируса по России и миру. Зрителей в студии не было. После показа 20 и 23 марта двух заранее записанных программ, начиная с 24 марта все специальные выпуски ток-шоу стали посвящены теме вирусного заболевания[16].
- 19 апреля 2021 года вышел специальный выпуск программы, посвящённый её 10-летию. В студии присутствовали первые два ведущих — Михаил Зеленский и Борис Корчевников, а также герои лучших выпусков программы за 10 лет. Программа завершилась исполнением песни Григория Лепса «Самый лучший день».
- 5 июля 2021 года вышел специальный выпуск программы, посвящённый памяти Владимира Меньшова. Он впервые в своей истории не вышел в эфир из студии, а включал фрагменты фильмов и телепередач с его участием.
- 26 мая 2023 года вышел специальный выпуск программы, посвящённый финальному приговору Михаилу Цивину и актрисе Наталье Дрожжиной.
- 20 октября 2023 года вышел специальный выпуск программы, посвящённый 60-летию Владимира Соловьева.
- 4 октября 2024 года вышел специальный выпуск программы, посвящённый памяти Вячеслава Добрынина.

## Данные моменты
14 января 2013 года стало известно о том, что съёмочные группы передач «Прямой эфир» и «Пусть говорят» подрались из-за интервью с Вячеславом Кабановым, сын которого обвиняется в убийстве супруги — журналистки Ирины Кабановой. Конфликт произошел в доме на улице Островитянова в Москве. В итоге Кабанов уехал на съёмки программы Андрея Малахова. Пострадавшие корреспонденты «Прямого эфира» были вынуждены обратиться в травмпункт. Врачи зафиксировали у них ушиб мягких тканей лиц и травму живота.
В январе 2013 года в штате Техас при не до конца выясненных обстоятельствах погиб российский сирота Максим Кузьмин, усыновлённый американской парой. Занимавший на тот момент пост детского уполномоченного адвокат Павел Астахов объявил о том, что Юлия Кузьмина (биологическая мать Максима Кузьмина), лишенная родительских прав за асоциальный образ жизни, устроилась на работу и готовится восстановить свои родительские права.
21 февраля она вместе со своим гражданским мужем выступила в программе «Прямой эфир», где заявила о том, что исправилась и готова бороться за своего второго сына — Кирилла, который пока находится в приёмной семье. В этом её поддержал сам Астахов, хотя на тот момент ребёнок являлся гражданином США, и решение о его возвращении могли принимать только американские власти.
Гости эфира единогласно поддержали Кузьмину, несмотря на её репутацию и историю с отказом от детей. Так, писательница Мария Арбатова заявила о том, что у Юлии «украли детей», писатель Юрий Поляков сообщил о том, что «материнство — это облагораживающая сила», и отметил, что он бы дал шанс Кузьминой. Вместе с тем в адрес граждан США, усыновлявших российских сирот, было только порицание. Журналист Ольга Бакушинская, как и другие её коллеги, посчитала программу предвзятой.
После передачи Юлия Кузьмина возвращалась домой на поезде «Москва-Псков», но их высадили с поезда на станции в Старой Руссе за буйное поведение, которые они устроили в состоянии алкогольного опьянения в вагоне. Нетрезвую молодую пару с поезда забрал наряд патрульно-постовой службы.
Соседи и знакомые Кузьминой сообщили Псковскому агентству информации, что она продолжает вести разгульный образ жизни и так и не устроилась на работу. Её дом находится в плачевном состоянии, и в настоящее время она живёт со своим сожителем Владимиром на базе отдыха на берегу Чудского озера в домике для рабочих. Владелица базы, на которой живёт Кузьмина, рассказала о том, что журналисты дали Юлии Кузьминой денег и водки.
Темой ток-шоу «Прямой эфир» 26 марта 2015 года стало интервью футболиста Александра Кержакова, в котором он в очередной раз обвинил свою бывшую гражданскую жену Екатерину Сафронову в употреблении наркотиков. Именно своими подозрениями Кержаков объяснил тот факт, что он отнял у Екатерины их общего сына Игоря и не даёт ей видеться с ребёнком. Сафронову пригласили в студию якобы просто прокомментировать интервью бывшего мужа. Однако, в ходе передачи ей предложили сдать прядь волос для анализа на наличие в организме наркотических веществ. Для этого в студию пригласили некую медсестру, впоследствии оказавшуюся подставной, не имеющей отношения к лаборатории и согласившейся участвовать в передаче за деньги. Этот факт был зафиксирован на скрытую камеру.
«Прямой эфир» от 15 апреля 2015 года был посвящён дню рождения актрисы Екатерины Архаровой и её жизни после развода с Маратом Башаровым. Посмотрев запись передачи по телевидению, актриса на своей странице в соцсети обвинила редакцию и ведущего программы в непрофессиональном монтаже и подтасовке фактов, взятых из жёлтой прессы. По словам актрисы, значительная часть эфира снималась вообще без её участия.
3 июля 2015 года в программе «Прямой эфир» состоялось обсуждение публикации пабликом MDK шутки о смерти певицы и актрисы Жанны Фриске. В ней приняли участие звёзды эстрады, представители молодёжи, а также некие люди, представленные как администраторы MDK. Основатель паблика Роберто Панчвидзе заявил о том, что последние не имеют никакого отношения к MDK. Позже выяснилось, что один из мнимых администраторов уже участвовал в других телепередачах как модельный агент или представитель косметической компании, а второй является продюсером по гостям «Прямого эфира».
Летом 2018 года, во время обсуждения изменений в российском пенсионном законодательстве и протестов против них, выходили выпуски ток-шоу, последовательно и единогласно поддерживавшие нововведения. Они вызвали критику со стороны некоторых известных телевизионных обозревателей.
5 декабря 2018 года Виктория Боня выругалась матом в прямом эфире, выступая в защиту футболистов Александра Кокорина и Павла Мамаева. Тут же Андрей Малахов в ответ воскликнул: «Мы на федеральном канале, Вика, ты с ума сошла?». В записи выпуска, размещённой на сайте телеканала «Россия-1» и на YouTube, нецензурное слово приглушено.

## Судебное нарушение авторских прав
В конце 2014 года известный российский актёр Сергей Безруков подал иск к телекомпании ВГТРК о защите неприкосновенности частной жизни и изображений и компенсации морального вреда. Поводом к судебному разбирательству стал выпуск ток-шоу «Прямой эфир» от 21 октября 2014 года, в котором без согласия Безрукова были использованы его личные фотографии и фотографии членов его семьи. В итоге в феврале 2015 года Савёловский суд Москвы утвердил мировое соглашение между Безруковым и ФГУП «ВГТРК» по иску знаменитости о защите права на охрану частной жизни и компенсации морального вреда и обязал ВГТРК выплатить актёру материальную компенсацию.
В 2017 году украинские журналисты Дмитрий Гордон и Алеся Бацман обвиняли программы Андрея Малахова «Прямой эфир» и «Пусть говорят» (её телеведущий вёл ранее) в нарушении авторских прав, а именно — в незаконном использовании сделанных ими интервью без указания первоисточника (в качестве примеров приводились эфиры, посвящённые Нонне Мордюковой, Михаилу Светину, Татьяне Овсиенко и Марии Максаковой). В обоих случаях в плагиате обвинялся не сам Малахов, а его коллеги — Борис Корчевников и Дмитрий Борисов.

## Резонансные эпизоды
Специальный выпуск программы, посвящённый трагедии на золотых приисках в Красноярском крае, не показали в эфире в большинстве регионов России. Программа «Прямой эфир» успела выйти только на Дальнем Востоке и в Сибири, а затем его сняли с эфира — якобы «по звонку сверху»; вместо этого была показана запись программы о выпавшей из окна женщине из Тобольска.

## Критика
По мнению обозревателя «Московского комсомольца» Александра Мельмана, «Прямой эфир» является неудачной попыткой копировать более рейтинговую программу «Первого канала» «Пусть говорят». Дарья Пустовая в газете «Собеседник» также сравнила эти проекты, назвав главной неудачей телеканала «Россия» подбор ведущих — как в случае с Михаилом Зеленским, так и с Борисом Корчевниковым. Анатолий Лысенко характеризовал Зеленского с положительной стороны, однако выразил недовольство выбором тем для ток-шоу. Владимир Кара-Мурза-старший отметил, что Зеленский всё же был «более интеллигентным и искренним», а Корчевников явно не вписывается в формат ток-шоу, где неубедительно «выдавливает из себя то сочувствие, то благородное негодование». Позже, выражая удивление в связи с назначением Корчевникова руководителем религиозного канала «Спас», он охарактеризовал его передачу как «абсолютно дьявольскую, жёлтую и богопротивную». По мнению журналиста, подобный проект был бы более уместен «на отдельном канале для любителей „жареного и соленого“», а не в эфире федерального телевидения. С приходом Андрея Малахова, по оценке искусствоведа Людмилы Семеновой, «Прямой эфир» «превратился в безумный балаган, где не хватает только кувыркающихся карликов и бородатых женщин»; самого ведущего она назвала «главным заводилой» в гонке скандальных знаменитостей за дурной славой. Также негативную реакцию колумниста вызвали выпуски, касающиеся интимной жизни подростков и «пропагандистское сопровождение» закона о повышении пенсионного возраста.
Издание «Meduza» обратило внимание на то, что профессия приглашаемых в программу «экспертов» не всегда имеет отношение к теме выпуска, при этом они зачастую оскорбляют героев и провоцируют зрителей на их травлю. Ирина Петровская отмечала, что создатели передачи повышают рейтинг за счёт трагедий из жизни знаменитостей и манипулируют участниками. Телекритик отнесла «Прямой эфир» к числу ток-шоу, «изо дня в день смакующих жестокость и насилие», и транслирующих «дикие истории — хлеб всех подобных программ».
Героиня «Прямого эфира» 2018 года Ангелина Лебедева рассказывала, что поехала на ток-шоу после того, как следствие по её делу (Лебедева утверждала, что стала жертвой изнасилования) «затормозилось», а она хотела «справедливости» и что редакторы обещали, что «виновного после передачи обязательно посадят». После передачи уголовное дело было закрыто, а парня, обвинённого Лебедевой в изнасиловании, не наказали. Зато сама Лебедева в своём родном Голубом подверглась травле, о которой рассказала следующее:

Я полгода не могла нормально выйти из дома. Меня оскорбляли, тыкали в меня пальцем…
Лебедева из-за травли год ходила к психологам, ушла из школы в середине учебного года и поступила на повара в колледж.

## Пародии
16 октября 2011 года ток-шоу «Прямой эфир» было показано в юмористическом шоу «Большая разница» на Первом канале, где по сюжету Михаил Зеленский и Андрей Малахов борются за звание самого лучшего ведущего российского телевидения.
Передача несколько раз была объектом пародии в передаче «Однажды в России» на ТНТ. В пародиях имело название «Кривой кефир» и «Прямо эфир».
2 февраля 2020 года Любовь Успенская выпустила клип на песню «Люба всегда права», в котором был якобы фрагмент передачи «Андрей Малахов. Прямой эфир» под названием «Рынок шкур 3». Клип был снят в реальных декорациях передачи, участие в клипе приняли Стас Пьеха, Михаил Ефремов, певица Слава, Тимур Батрудинов, Глюк'oZa, а также сам ведущий программы — Андрей Малахов.